# Ататюрк (мост)
Мостът Ататюрк (на турски: Atatürk Köprüsü), е пътен мост през Златния рог в Истанбул, Турция. Той е кръстен на Мустафа Кемал Ататюрк, основателят и първи президент на Република Турция, но понякога се нарича мостът Ункапанъ, след като този квартал е на западния му бряг.

## История
Първоначално наречен мостът Хайратийе, той е поръчан от реформаторския османски султан Махмуд II и се ръководи от Ахмед Февзи паша, заместник-адмирал на османския флот. Работата е завършена през 1836 г. и свързва Ункапанъ от западната страна на Златния рог с Aзапкапъ от източната страна. Оригиналният мост е бил дълъг около 400 метра и широк 10 метра и е построен като подвижен мост, за да може да преминават големи кораби. Султан Махмуд II присъства на откриването на моста през 1836 г., преминавайки по него на коня си.
През 1875 г. оригиналният мост е заменен с втори модел, изработен от желязо и конструиран от френска компания на цена от 135 000 османски златни лири. Той е дълъг 480 метра и широк 18 метра и остава в експлоатация от 1875 до 1912 г., когато е разрушен.
През 1912 г. близкият Трети мост Галата е разглобен и сглобен отново на мястото на стария мост Хайратийе, като става третият мост на мястото. Този мост продължава да се използва до 1936 г., когато е повреден от буря.
Четвъртият и настоящ мост, преименуван на моста Ататюрк, е построен между 1936 и 1940 г. Той е дълъг 477 метра и широк 25 метра.
През 2022 г. зоната за достъп до Ункапанъ е напълно реконструирана, за да позволи разширението на трамвай T5 от Aлибейкьой да бъде удължено от Джибали до Eминьоню.